# Сайхандулуаан
Сайхандулаан — сомон у Східно-Гобійському аймаку Монголії. Територія 9,5 тис км², населення 1,4 тис. чол.. Центр – селище Ульзийт розташований на відстані 97 км від Сайншанду та 470 км. від Улан-Батора.

## Рельєф
Гори Дулаан, Унегет, Буурал. Багато солених озер.

## Клімат
Різкоконтинентальний клімат. Середня температура січня -17-18 градусів, липня +24 градуси. У середньому протягом року випадає 100-140 мм. опадів.

## Тваринний світ
Водяться аргалі, вовки, лисиці, дикі кози, манули, зайці, корсаки.

## Соціальна сфера
Працює середня школа, лікарня, торговельні установи.

## Корисні копалини
Багатий на мідну руду, хімічну та будівельну сировину.